# Bull in the Heather
„Bull in the Heather“ je jediný singl americké rockové skupiny Sonic Youth, který byl vydán k albu Experimental Jet Set, Trash and No Star. B-stranu tvoří písně „Razor Blade“ a „Doctor's Orders“, přičemž skladba „Doctor's Orders“ je na singlu v odlišné verzi, než na albu.

## Seznam skladeb
1. "Bull in the Heather" (LP verze) - 3:04
2. "Razor Blade" - 1:06
3. "Doctor's Orders" (T.-vox verze) - 4:20